# Bellver de Cerdanya
Bellver de Cerdanya là một đô thị trong tỉnh Lleida, cộng đồng tự trị Cataluña Tây Ban Nha. Đô thị Bellver de Cerdanya có diện tích là ki-lô-mét vuông, dân số năm 2009 là người với mật độ người/km². Đô thị Bellver de Cerdanya có cự ly km so với tỉnh lỵ Lleida.